# Northampton, New York
Northampton är en ort i Suffolk County i delstaten New York, USA.